# Croglio
Croglio (dal 1953 al 1976 ufficialmente Croglio-Castelrotto; in dialetto ticinese Cröi) è una frazione di 875 abitanti del comune svizzero di Tresa, nel Canton Ticino.

## Geografia fisica
Croglio è situato nel Malcantone.

## Storia
Nel 1976 ha inglobato il comune soppresso di Biogno-Beride, a sua volta istituito nel 1907 con la fusione dei comuni soppressi di Beride e Biogno.
Nel 2021 il comune di Croglio venne fuso con i comuni di Monteggio, Ponte Tresa e Sessa, formando il nuovo comune di Tresa.

## Monumenti e luoghi d'interesse

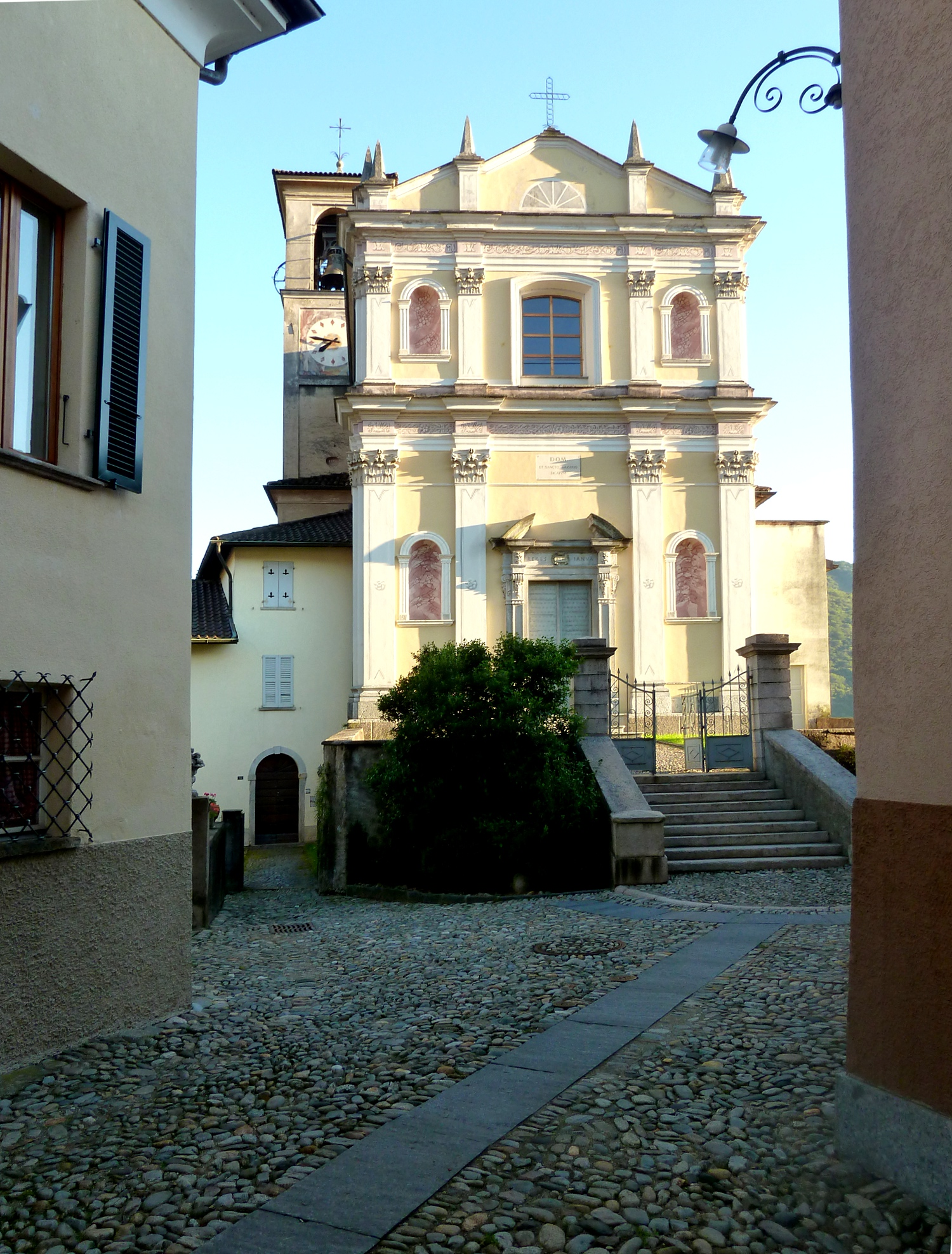
La chiesa parrocchiale di San Nazzaro

- Chiesa parrocchiale di San Nazzaro in località Castelrotto, eretta nel 1635-1670[1];
- Chiesa di Santa Maria in località Madonna del Piano, eretta nel XVI secolo[senza fonte];
- Chiesa-oratorio di San Bartolomeo con affreschi del 1411[1].

## Società

### Evoluzione demografica
L'evoluzione demografica è riportata nella seguente tabella:
Abitanti censiti

## Geografia antropica

### Frazioni
Le frazioni che facevano capo all'ex comune erano:
Barico, Beride, Biogno, Castelrotto, Madonna del Piano, Purasca Inferiore, Purasca Superiore, Ronco.

## Amministrazione
Ogni famiglia originaria del luogo faceva parte del cosiddetto comune patriziale e aveva la responsabilità della manutenzione di ogni bene ricadente all'interno dei confini del comune.